# Gandeh
Gandeh war ein Flächenmaß in Bengalen.
- 1 Gandeh = 1 Quadrat-Hath = 2090 Quadratzentimeter